# Chirita lunglinensis
Chirita lunglinensis är en tvåhjärtbladig växtart som beskrevs av Wen Tsai Wang. Chirita lunglinensis ingår i släktet Chirita och familjen Gesneriaceae.

## Underarter
Arten delas in i följande underarter:
- C. l. amblyosepala
- C. l. lunglinensis